# Romanza
 (novembre 2021).
Si vous disposez d'ouvrages ou d'articles de référence ou si vous connaissez des sites web de qualité traitant du thème abordé ici, merci de compléter l'article en donnant les références utiles à sa vérifiabilité et en les liant à la section « Notes et références ».
Albums de Andrea Bocelli
Viaggio Italiano
(1995) A Hymn For The World
(1997)
Romanza est le premier album de compilation du chanteur Italien Andrea Bocelli. Il parait en 1996.
Il reste son plus grand succès à ce jour après être resté en tête des charts de nombreux pays d'Europe et d'Amérique avec plus de 20 millions d'exemplaires vendus dans le monde.
En France il fait partie des Records du Top Album français. Il est le 14e album le plus vendu depuis 1968 avec 2 077 500 d'exemplaires et 24 semaines en tête des ventes.  
Il est l'album en italien le plus vendu de tous les temps.

## Track listing
| 1.  | Con te partirò                             | - | 4:09 |
| 2.  | Vivere (with Gerardina Trovato)            | - | 4:41 |
| 3.  | Per Amore                                  | - | 4:42 |
| 4.  | Il Mare Calmo Della Sera                   | - | 4:40 |
| 5.  | Caruso                                     | - | 5:16 |
| 6.  | Macchine da Guerra                         | - | 4:08 |
| 7.  | Le Tue Parole                              | - | 3:57 |
| 8.  | Vivo per lei (with Giorgia)                | - | 4:23 |
| 9.  | Romanza                                    | - | 3:41 |
| 10. | La Luna Che Non C'è                        | - | 4:30 |
| 11. | Rapsodia                                   | - | 5:28 |
| 12. | Voglio Restare Così                        | - | 3:51 |
| 13. | E Chiove                                   | - | 4:21 |
| 14. | Miserere (with John Miles - bonus track)   | - | 4:05 |
| 15. | Time To Say Goodbye (with Sarah Brightman) | - | 4:04 |

| 1.  | Por ti Volare                              | 4:09 |
| 2.  | Vivere (with Gerardina Trovato)            | 4:41 |
| 3.  | Por Amor                                   | 4:42 |
| 4.  | El Silencio de la Espera                   | 4:40 |
| 5.  | Caruso                                     | 5:16 |
| 6.  | Le Tue Parole                              | 3:57 |
| 7.  | Vivo Por Ella (with Marta Sánchez)         | 4:23 |
| 8.  | Romanza                                    | 3:41 |
| 9.  | Voglio Restare Così                        | 3:51 |
| 10. | E Chiove                                   | 4:21 |
| 11. | Miserere (with John Miles - bonus track)   | 4:05 |
| 12. | Time To Say Goodbye (with Sarah Brightman) | 4:07 |

## Classements, certifications et ventes

### Classements hebdomadaires
| Chart (1997-2000)               | Peak position |
| ------------------------------- | ------------- |
| Argentinian Albums Chart        | 1             |
| Australian Albums Chart         | 2             |
| Austrian Albums Chart           | 1             |
| Belgian Albums Chart (Flandre)  | 2             |
| Belgian Albums Chart (Wallonie) | 1             |
| Canadian Albums Chart           | 5             |
| Dutch Albums Chart              | 1             |
| European Top 100 Albums         | 1             |
| Finnish Albums Chart            | 3             |
| French Albums Chart             | 1             |
| German Albums Chart             | 2             |
| Hungarian Albums Chart          | 4             |
| Italian FIMI Albums Chart       | 1             |
| New Zealand Albums Chart        | 8             |
| Norwegian Albums Chart          | 1             |
| Polish Albums Chart             | 1             |
| Portuguese Albums Chart         | 1             |
| Swedish Albums Chart            | 5             |
| Swiss Albums Chart              | 1             |
| UK Albums Chart                 | 6             |
| US Billboard 200                | 35            |
| US World Albums Chart           | 1             |
| US Catalog Albums Chart         | 1             |